# Machimus hirtipes
Machimus hirtipes là một loài ruồi trong họ Asilidae. Machimus hirtipes được Ricardo miêu tả năm 1919. Loài này phân bố ở miền Ấn Độ - Mã Lai.